# Внуков Костянтин Васильович
Костянтин Васильович Внуков (рос. Константин Васильевич Внуков; нар. 9 травня 1951, Коломия, Івано-Франківська область) — радянський і російський дипломат. Надзвичайний і повноважний посол (2011).

## Життєпис
1973 рік — закінчив факультет міжнародної журналістики МДІМВ МЗС СРСР, кандидат історичних наук. Володіє китайською та англійською мовами.
З 1973 року працював на різних посадах у центральному апараті МЗС СРСР і Росії та в дипломатичних представництвах за кордоном.
У 1974—1985 роках — аташе, третій, потім другий секретар Посольства СРСР у КНР.
У 1991—1995 роках — радник Посольства Російської Федерації в КНР.
У 1995—1998 роках — начальник відділу Китаю Першого департаменту Азії МЗС Росії.
У 1998—2005 роках — генеральний консул Російської Федерації в CAP Гонконг і Макао КНР.
У 2003—2005 роках — заступник директора Першого департаменту Азії МЗС Росії.
У 2005—2009 роках — директор Першого департаменту Азії Міністерства закордонних справ Російської Федерації.
З 27 березня 2007 року — член організаційного комітету з підготовки російської експозиції та забезпечення участі Російської Федерації у Всесвітній універсальній виставці «ЕКСПО — 2010», що проводиться з 1 травня по 31 жовтня 2010 р. у м. Шанхаї (Китайська Народна Республіка).
З 17 липня 2009 по 26 грудня 2014 року — надзвичайний і повноважний посол Російської Федерації в Республіці Корея.
З 26 грудня 2014 по 25 березня 2021 року — надзвичайний і повноважний посол Російської Федерації у В'єтнамі.

## Нагороди
- Медаль ордена «За заслуги перед Вітчизною» II ступеня (25 серпня 2008) — за великий внесок у підготовку і проведення Року Росії в Китаї та Року Китаю в Росії[7].
- Орден Дружби (21 листопада 2015) — за великий внесок у реалізацію зовнішньополітичного курсу Російської Федерації та багаторічну сумлінну роботу[8].
- Почесна грамота Уряду Російської Федерації (18 квітня 2019) — за досягнуті трудові успіхи та великий особистий внесок у розвиток міжнародного співробітництва[9].
- Подяка Уряду Російської Федерації (26 грудня 2015) — за трудові успіхи та великий особистий внесок у розвиток міжнародного співробітництва[10].

## Дипломатичний ранг
- Надзвичайний і повноважний посланник 2 класу (31 січня 2001)[11]
- Надзвичайний і повноважний посланник 1 класу (14 лютого 2006)[12]
- Надзвичайний і повноважний посол (25 липня 2011)[13]